# Lev VII.
Lev VII., OSB (? Řím – 13. července 939) byl papežem od 3. ledna 936 až do své smrti.